# British Rail Class 800

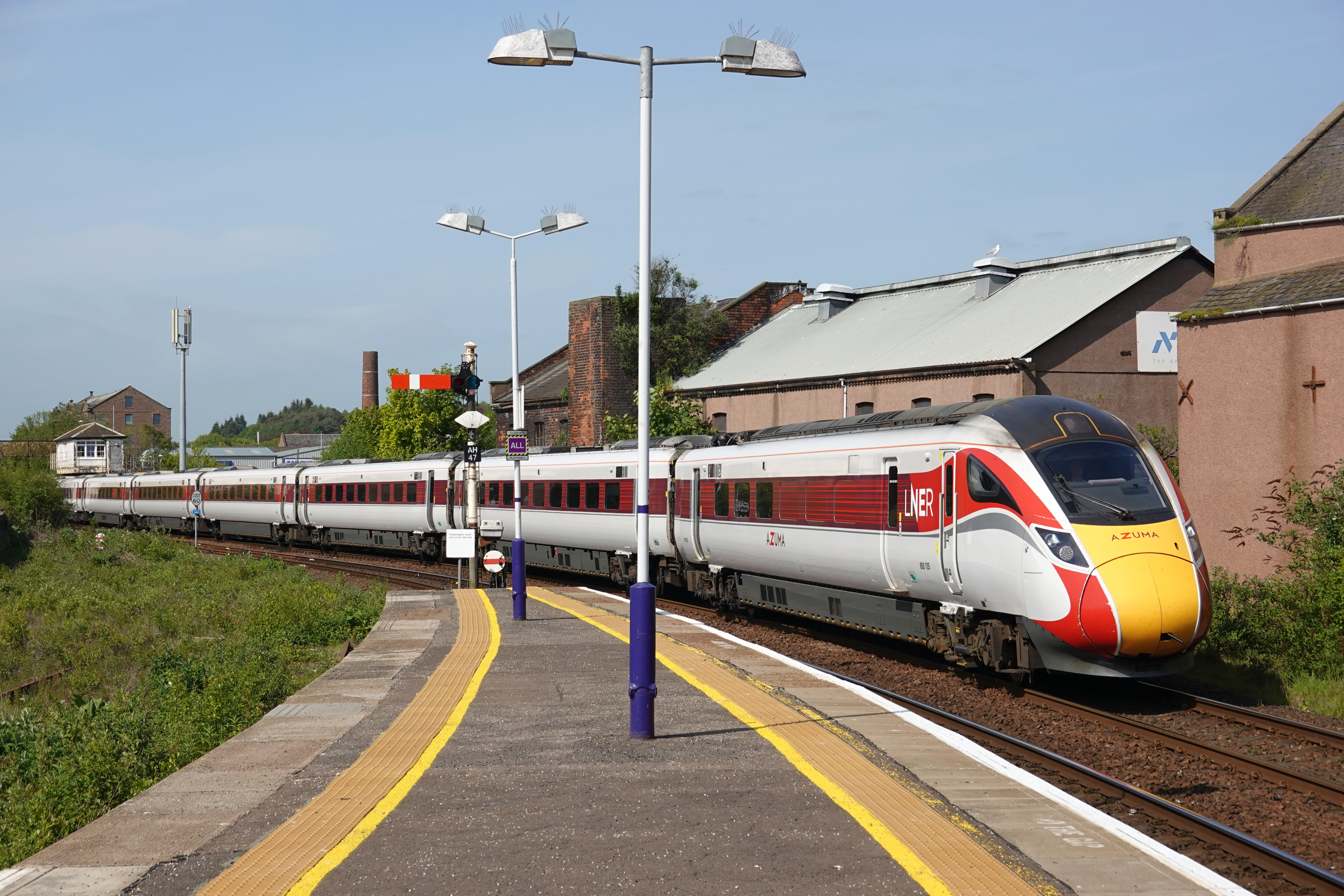
Een negen-wagenstel Azuma van London North Eastern Railway

De British Rail Class 800 is een Britse hogesnelheidstrein die zowel op diesel als elektrisch kan rijden. Deze trein, gebouwd door Hitachi Rail is sinds 2017 in gebruik bij Great Western Railway onder de naam Intercity Express Train en sinds 2019 bij London North Eastern Railway als Azuma. De trein heeft een topsnelheid van 200 km/u en komt zowel voor als treinstel met vijf wagen (800/0 & 800/2) en met negen wagens (800/1 & 800/3).